# Hypogastrura myrmecophila
Hypogastrura myrmecophila är en urinsektsart som först beskrevs av Womersley 1929.  Hypogastrura myrmecophila ingår i släktet Hypogastrura och familjen Hypogastruridae. Inga underarter finns listade i Catalogue of Life.